# Stein am Rhein
Stein am Rhein este un oraș din cantonul Schaffhausen, Elveția.

## Date geografice
Orășelul este amplasat pe cursul Rinului la altitudinea de 413 m deasupra n.m.. Situat într-un loc pitoresc la gura de vărsarea a Rinului în Lacul Constanța. Orășelul are în cenntru un aspect medieval cu străzi înguste și case medievale pitorești. Situat pe o înălțime din apropiere se află cetatea Burg Hohenklingen. În 1972 orașul primește mulțumită aspectului său îngrijit și curat, premiul Wakker. Stein am Rhein este singura localitate din cantonul Schaffhausen care are un pod peste Rin și în același timp ieșire la Lacul Constanța, spre est se află localitatea Öhningen din Germania.